# American Karate System
Das American Karate System (Chi Do Kwan) ist eine von Ernest Lieb begründete US-amerikanische Stilrichtung des Karate.
Ernest Lieb entwickelte in den 1960ern diesen Stil unter dem Namen American Ji-Do-Kwan System als Symbiose verschiedener Kampfkünste. 1973 erhielt das System anlässlich des jährlichen Sommerlehrgangs in Muskegon, Michigan, seinen endgültigen Namen American Karate System. Die Techniken wurden aus verschiedenen Kampfsystemen entnommen, wie z. B. Karate, Taekwondo, Ju-Jutsu, Judo, Aikidō, Kung Fu, Hapkido und Kobudō. Des Weiteren enthält das AKS, dank der Militärlaufbahn Liebs, eigene Techniken, die zum Teil aus dem Inventar des militärischen Nahkampfes sowie dem des zivilen Polizeibereiches stammen. Das System verfügt daher über eine besondere Stärke im Bereich der Selbstverteidigung. Es besitzt eigene Katas, sowohl mit als auch ohne Waffen. 1997 wurde AKS als Stilrichtung in den Karate Verband Niedersachsen (KVN) und später in den Deutschen Karate Verband (DKV) aufgenommen.

Durch die große Stilvielfalt in den Vereinigten Staaten ist das AKS eine eher kleine Stilrichtung.

## AKS (Chi Do Kwan) in Deutschland
1980 gründete US-Offizier Robert Debelak zusammen mit Michael Sullenger den Hessian Karate Club und führte das AKS damit in Deutschland auch für Zivilisten ein. Nach Abzug der US-Soldaten übernahm Andreas Modl die Aufgaben als European Director von Debelak in Deutschland. 1997, im Rahmen eines Trainingslagers in Spanien, überzeugten sich Dieter Mansky (Shōtōkan) und Heinrich Reimer (Wadō-Ryū) bei einer AKS-Danprüfung vom Umfang des AKS, das noch im selben Jahr im Karateverband Niedersachsen als Stilrichtung aufgenommen wurde.
In Deutschland ist Andreas Modl (8. Dan) der ranghöchste Vertreter des AKS. Als Bundestrainer für Kumite und Kobudo fungiert Heinrich Reimer (8. Dan). Die nächsthöheren Danträger sind Frank Siegmund (7. Dan), Jacqueline Modl (5. Dan), Andreas Kunze (4. Dan), Christian Hartl (4. Dan), Holger Janßen (5. Dan).

## Training
Die Techniken des amerikanischen und des deutschen AKS unterscheiden sich im Wesentlichen darin, dass die amerikanischen Techniken eher vom Taekwondo und vom Shotokan-Karate beeinflusst sind, während der deutsche Ableger Techniken des Wado-Ryu bevorzugt. Im Folgenden sind die Techniken des deutschen AKS beschrieben.

### Kihon (Grundtechniken)
Die Grundtechniken des AKS sind denen des Wado-Ryu sehr ähnlich. Es werden auch die Begriffe des Wado-Ryu benutzt (also z. B. Jun-Zuki statt Oi-Zuki). Zusätzlich zu den klassischen Wado-Ryu-Techniken gibt es im AKS jedoch zusätzliche Techniken, die trainiert und geprüft werden; dieses sind v. a. Fußtechniken.

#### Renraku-Waza (Kombinationen)
Prüflinge müssen ab dem 8. Kyu Kombinationen aus den Kihontechniken vorführen. Diese sind vom Prüfungsprogramm vorgeschrieben und enthalten zwei bis vier Techniken. Bei der Prüfung zum 2. Kyu darf der Prüfling selbst eine Kombination bestehend aus mindestens sechs Techniken wählen. Ab dem 1. Kyu muss die gezeigte Kombination mindestens acht Techniken umfassen.

#### Nage-Waza (Wurftechniken)
Im AKS gibt es nur zwei festgeschriebene Würfe: den O-Goshi (Hüftwurf) und den Seoi-Nage (Schulterwurf), die bei der Prüfung zum 6. Kyu vorgeführt werden müssen. Ab dem 5. Kyu wird nur noch eine bestimmte Anzahl an Würfen verlangt; es ist aber nicht mehr vorgeschrieben, welche dieses sein müssen. Bei den Wurftechniken wird nur zwischen Halb- und Vollwürfen unterschieden. Bei Halbwürfen bleibt ein Bein des Geworfenen während der Ausführung am Boden (z. B. Irimi-Nage, Ashi-Barai), während der Geworfene beim Vollwurf vorübergehend jeglichen Bodenkontakt verliert (wie Hüftwurf, Überkopfwurf).

#### Tai Sabaki
Das Ganzkörperausweichen (Tai Sabaki) ist eine Schlüsselbewegung im AKS. Sie ermöglicht es, möglichst schnell eine andere Position zum Gegner einzunehmen. Ausgeführt wird der Tai Sabaki wie im Aikido. Im Groben erfolgt ein Tai Sabaki immer nach dem Muster „Vorwärtsschritt – Hüftdrehung – Rückwärtsschritt“.

### Katas (Formen)
Wie auch in den meisten anderen Karatestilrichtungen gibt es auch im AKS mehrere Katas. Für Prüfungen ist hierbei erwähnenswert, dass es auch sog. „Altersformen“ gibt, d. h., dass Prüflinge, die aus Alters- oder gesundheitlichen Gründen z. B. keine hohen Fußtechniken oder Sprünge ausführen können, stattdessen Ersatztechniken ausführen können. Interessant ist auch, dass der Prüfling ab dem 1. Kyu eine Kata eines anderen Karatestils vorführen muss.

#### Schülerkatas
Die sechs Schülerkatas des AKS stehen zwischen den Heian- und Pinan-Katas. Diese Beschreibung kommt den Abläufen am nächsten, denn das Embusen in H-Form und viele der einzelnen Techniken sind auch in den AKS-Schülerkatas wiedererkennbar. Die Namen der Schülerkatas lauten (in Klammern die Namen der Katas auf Englisch):
- Taeyoko (H-Pattern) Gilt als Vorschülerkata
- Shodan (Tiger 1)
- Nidan (Tiger 2)
- Sandan (Tiger 3)
- Yodan (Tiger 4)
- Godan (Tiger 5)

#### Meisterkatas
Die sechs Meisterkatas sind (mit Ausnahme der Kema, Tekki und Nahanshi) Eigenkreationen von hohen Danträgern, wie Ernest Lieb, Frederic Reinecke, Michael Sullenger und Andreas Modl. Diese Katas sind jedoch im Gegensatz zu den Schülerkatas nicht mit Formen einer anderen Karatestilrichtung vergleichbar. Zu den AKS-Meisterkatas gehören (in Klammern die Namen der Katas auf Englisch):
- Kema (Kema) wahlweise auch Tekki Shodan oder Naihanshi, diese Kata gelten als Vormeisterkata. Die Neko Reihe als Hauptmeisterkata.
- Neko Shodan (Cat 1)
- Neko Nidan (Cat 2)
- Neko Sandan (Cat 3)
- Neko Yodan (Cat 4)
- Neko Godan (Cat 5)

#### Waffenkatas
Außerdem gibt es im AKS diverse Waffenkatas mit Bo, Tonfa, Sai, Hanbō, Cane. Bei höheren Gürtelprüfungen (ab dem 2. Kyu) wird vom Prüfling eine Waffenkata verlangt, die dieser frei wählen kann. Dabei kann der Prüfling sowohl eine AKS-Waffenform, eine selbst erstellte Form oder auch eine Kata eines anderen Stils vorführen´; wie z. B. die 31-Jo-Kata aus dem Aikido.
Hebelkata
Besteht aus den fünf Basishebeln und wird mit einem Partner vorgeführt. Alle Hebel gibt es allerdings in vielen weiteren Varianten.

#### Fallschulkata
In der Fallschulkata kommen alle üblichen Formen des Fallens vor. Dazu zählen die Rolle vorwärts und rückwärts, der seitliche Fall, der Sturz vorwärts und rückwärts, der sogenannte „Durchschlag“ und die Flugrolle. Jede dieser Fallübungen wird einmal links und einmal rechts ausgeführt.
Die Fallschulkata wird in zwei Versionen geübt, der sogenannten sportlichen Version und der traditionellen. Während bei der sportlichen Version die Übenden z. T. extrem hoch springen, wird die traditionelle Form aus dem Kniestand ausgeführt.

### Traditionelle Kumiteformen
Als Pendant zum Shotokan Gohon-Kumite oder dem Wado-Ryu Ohyo- beziehungsweise Kihon-Kumite gelten im AKS die traditionellen Kumiteformen. Dabei kommt es nicht auf den Selbstverteidigungswert der ausgeführten Techniken an, sondern viel mehr auf die korrekte und saubere Ausführung und die dabei gezeigte Konzentration und die Wachsamkeit (Zanshin). Die traditionellen Kumiteformen können vom Prüfling frei gewählt werden. Häufig finden dabei die Ohyo- und Kihon-Kumiteformen des Wado-Ryu Anwendung. Jedoch können auch Formen aus anderen Stilen verwendet werden; wie z. B. dem Shotokan.

### Selbstverteidigung
Die Selbstverteidigung ist die Hauptkomponente des AKS. Hierzu zählen Schlag- und Trittangriffe, Umklammerungen, Würgeangriffe, Handgelenksfassen, Reversfassen, Angriffe mit Waffen, Angriffe am Boden oder gegen die Wand. Im Prüfungsprogramm darf sich ohne Regeln – wie in der Realität – gewehrt werden; das heißt mit Schlägen, Tritten, Hebeln, Würfen, Würgern wie auch mit Waffen und Alltagsgegenständen. Dies hat zur Folge, dass in Prüfungen Gegenstände wie Gürtel, Kugelschreiber, Kaffeebecher, Motorradhelme oder Bierkisten zum Einsatz kommen.

## Die jährlichen AKS-Meetings
Jedes Jahr findet in den USA und in Deutschland jeweils ein großes AKS-Meeting statt, bei dem Gasttrainer aus dem jeweils anderen Land anreisen. Des Weiteren dienen die Meetings dazu, Techniken und Trainingsmethoden zwischen den Trainern auszutauschen.